# Carteridion wilsonensis
Carteridion wilsonensis – gatunek chrząszcza z rodziny kózkowatych i podrodziny zgrzypikowych. Jedyny przedstawiciel rodzaju Carteridion.

## Zasięg występowania
Płd-wsch. Australia, występuje w stanie Nowa Południowa Walia.